# Opactwo św. Benedykta w Norcii
Opactwo św. Benedykta w Nursji – męski klasztor benedyktyński w Nursji, we Włoszech. Jest znany przede wszystkim ze śpiewu chorału gregoriańskiego i produkcji piwa. Należy do Konfederacji Benedyktyńskiej. Liturgia klasztorna celebrowana jest w klasycznym rycie rzymskim. Wspólnota ma charakter wielonarodowościowy, z przewagą zakonników amerykańskich. Mottem klasztoru jest zdanie: „Niczego nie cenić bardziej od miłości Chrystusowej”.

## Historia
Do Nursji pierwsi mnisi benedyktyńscy przybyli już w X wieku, by żyć w miejscu narodzin swojego założyciela. Do dziś w krypcie bazyliki pw. św. Benedykta zachowały się pozostałości rzymskiego budynku z pierwszych wieków n.e., uznawanego za dom rodzinny św. Benedykta i Scholastyki. Zakonnicy zostali wypędzeni z Nursji w 1810 roku, po kasacie benedyktyńskiej kongregacji Celestynów. Klasztor został zamknięty, bazylika przeszła pod nadzór diecezji, a zabudowania klasztorne wyprzedano prywatnym właścicielom. W 1958 roku zakończyły się prace renowacyjne przy kościele klasztornym, który w 1966 roku papież Paweł VI podniósł do godności bazyliki mniejszej.

### Reaktywacja
3 września 1998 roku o. Cassian Folsom, mnich z amerykańskiego archiopactwa św. Meinrada i wykładowca liturgiki na Anselmianum, założył w Rzymie benedyktyńską wspólnotę Matki Bożej Sedes Sapientiæ , zatwierdzoną przez Stolicę Apostolską w 1999 roku. 2 grudnia 2000 roku mnisi amerykańskiego pochodzenia przybyli do klasztoru w Nursji na zaproszenie arcybiskupa Spoleto-Nursji Riccardo Fontany.
Podczas swojej wizyty w klasztorze w 2003 roku, kardynał Joseph Ratzinger poświęcił nową bibliotekę. W 2004 roku mnisi nagrali pierwszą własną płytę ze śpiewami chorału gregoriańskiego. W 2007 roku zakonnicy zakupili posiadłość Fuori le Mura z ruinami XVI-wiecznego pokapucyńskiego klasztoru.
Od 2009 roku, za zgodą Papieskiej Komisji Ecclesia Dei, mnisi rozpoczęli celebrację liturgii w klasycznym rycie rzymskim, równolegle ze zreformowaną po soborze watykańskim II. Następnie benedyktyni przeszli na celebrację w starym rycie na sposób wyłączny.
W 2012 roku klasztor został włączony do Konfederacji Benedyktyńskiej przez opata-prymasa zakonu. W tym samym roku przy klasztorze powstał browar, gdzie produkowane jest piwo Birra Nursia. Mnisi obdarowali trunkiem papieża Benedykta XVI, a także dostarczyli go na konklawe w 2013 roku.

### Nowy klasztor
24 sierpnia 2016 roku bazylika i klasztor zostały uszkodzone przez trzęsienie ziemi. 30 października 2016 roku kolejna seria wstrząsów doprowadziła do całkowitego zawalenia się bazyliki i zabudowań klasztornych. W roku tym wspólnota klasztorna liczyła 16 członków. 
Benedyktyni przenieśli się na obrzeża miasta i rozpoczęli budowę nowego klasztoru w miejscu zabudowań po byłym klasztorze kapucyńskim, restaurując i ponownie otwierając stojący w tym miejscu szesnastowieczny kościół, który również został uszkodzony podczas trzęsienia ziemi.
W roku 2018 wspólnota została przez Stolicę Apostolską podniesiona do rangi klasztoru sui iuris.
W roku 2023 klasztor otworzył swój dom gości, zaś wspólnota liczyła 20 mnichów.
W roku 2024 klasztor został podniesiony do rangi opactwa. Pierwszym opatem został wybrany o. Benedict Nivakoff – dotychczasowy przeor.

## Galeria

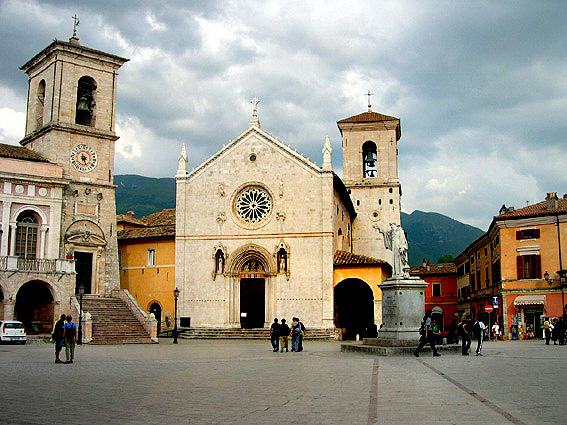
Bazylika pierwotnego klasztoru przed zniszczeniem
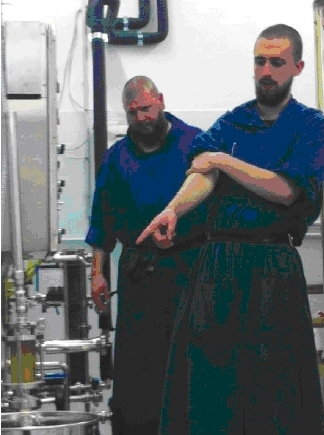
Mnisi w browarze
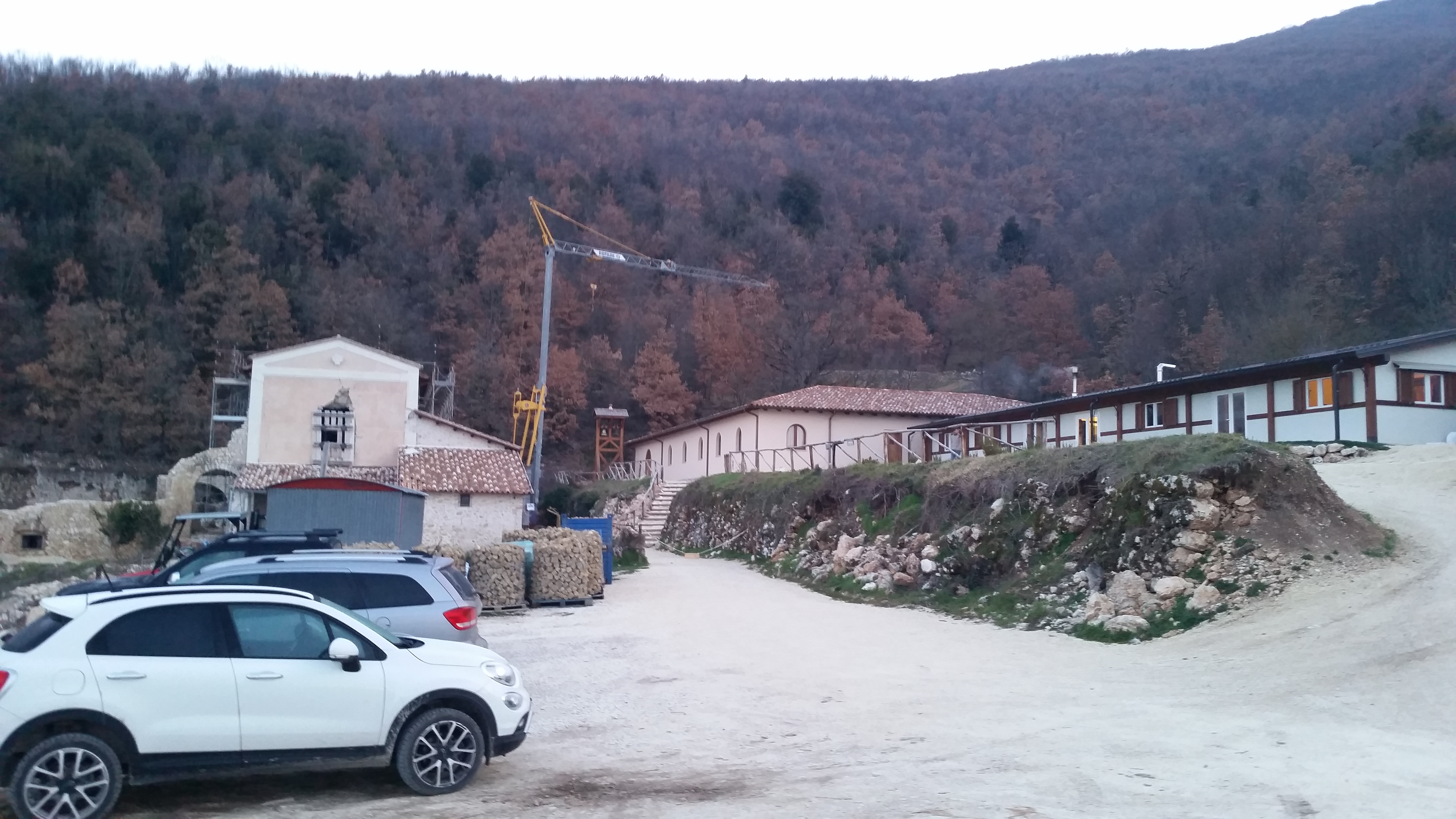
Nowy klasztor w trakcie budowy